# Porto Matto
Porto Matto è stato un programma del mezzogiorno di Rai 1, in onda durante l'estate degli anni 1987 e 1988.
In diretta dagli studi della fiera di Milano, Porto Matto era un programma contenitore ideato e diretto da Adolfo Lippi, condotto da Patricia Pilchard, Giulia Fossà e Paola Onofri, la quale curava anche un'appendice in onda nel preserale.
Visto il grande e inaspettato successo di pubblico del primo segmento, il programma viene riproposto anche l'anno successivo, nella sola versione del mezzogiorno. La conduzione passò a Maria Teresa Ruta, affiancata da un numeroso cast completamente rinnovato rispetto all'edizione precedente: Gianfranco Agus, Didi Leoni, Luca Simon Boccanegra nella parte di Margherito, Giorgia Pini, Emilio Levi e l'attrice Gegia (questi ultimi 3 passeranno poi alla conduzione del programma per ragazzi Big!).
Le scenografie di entrambe le edizioni, che riproducevano in studio un immaginario porto di mare, vennero progettate da Armando Nobili, mentre le musiche erano curate da El Pasador.
Al programma partecipò anche un giovane Giorgio Panariello, che imitava Roberto Benigni; un giorno, durante uno sketch, il comico toscano si lasciò sfuggire un'espressione piuttosto colorita che, considerata una bestemmia, causò il suo allontanamento dalla trasmissione e dalla RAI.